# Adler Planetarium

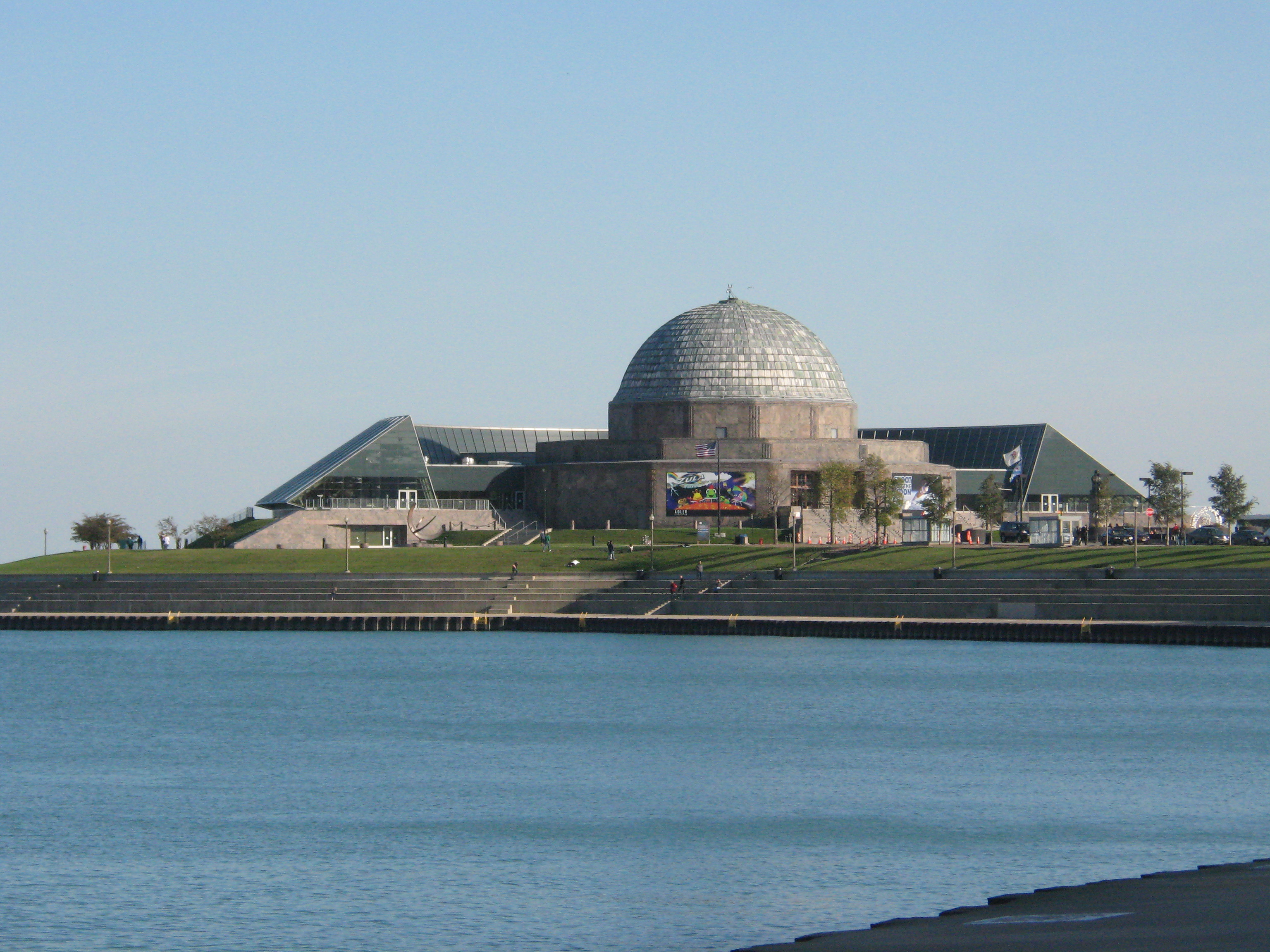
Adler Planetarium

Adler Planetarium (pełna oficjalna nazwa Adler Planetarium and Astronomy Museum) – planetarium i muzeum astronomiczne w Chicago, Illinois. Powstało w 1930 roku i znajduje się przy ulicy Lake Shore Drive, na brzegu jeziora Michigan. Zajmuje powierzchnię ponad 3000 m².
Jest to pierwsze planetarium zbudowane na zachodniej półkuli i najstarsze istniejące do dzisiaj.
Max Adler (1866–1952) był pomysłodawcą projektu i w pełni sfinansował budowę. Znajduje się w kompleksie Museum Campus Chicago w którego skład wchodzą: Shedd Aquarium i Muzeum Historii Naturalnej. W muzeum znajduje się znacznych rozmiarów model Układu Słonecznego, zabytkowe przyrządy astronomiczne, bardzo rzadkie książki oraz specjalne pomieszczenie kinowe przeznaczone do oglądania trójwymiarowych filmów IMAX o tematyce astronomicznej.